# Megascops trichopsis
Megascops trichopsis е вид птица от семейство Совови (Strigidae).

## Разпространение
Видът е разпространен в Гватемала, Мексико, Никарагуа, Салвадор, САЩ и Хондурас.